# Озиев, Салман Исмаилович
Салман Исмаилович Озиев (ингуш. Озанаькъан Исмаӏалий Салман; 28 января 1904, Гамурзиево, Сунженский отдел — 5 ноября 2002) — ингушский советский поэт, переводчик и арабист.

## Биография
Родился 1 февраля 1904 года 

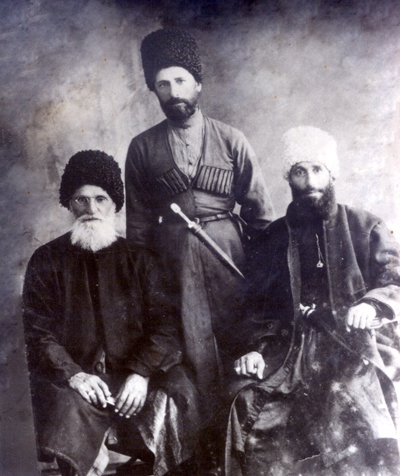
Слева на право: Абдурахман-Хаджи Озиев, его племянники Илез и Исмаил Озиевы. Владикавказ, 1907 год.

в селении Гамурзиево Сунженского отдела. Научился основам ислама у знатоков религии, среди которых вырос. В 1914 году окончил сельскую трехлетнюю школу, после чего учился в Назрановской горской школе в 1914—1917-е годы, одновременно изучая дома у отца арабиста арабскую грамоту и основы ислама. В 1919—1929-е годы он занялся глубоким изучением арабистики, освоил её полный курс в объёме 58 книг. В гражданской войны принимал участие в обороне села Насыр‑Корт от нападении армии А. И. Деникина, в ходе которого был контужен.
Благодаря знакомству с Т. Д. Бековым и З. К. Мальсаговым во время трёхмесячных учительских курсов Озиев всю свою жизнь посвятил литературе и педагогике. В 1928 году он стал членом Ингушской ассоциации пролетарских писателей. В 1929 году учился на одногодичных учительских курсах при Ингушском педтехникуме в городе Владикавказе, а через 2 года окончил и сам педтехникум. В 1934 году вступил в Союз писателей СССР. В 1931—1933-е годы Озиев работал в системе образования Назрановского и Галашкинского районов Ингушской автономной области, одновременно занимаясь учёбой на заочном отделении Северо‑Кавказского педагогического института в городе Владикавказе. В 1938—1939-е работал преподавателем ингушского языка на педрабфаке в данном институте. В 1939—1944 годы Озиев работал научным сотрудником Института усовершенствования учителей, редактором Чечено-Ингушского книжного издательства, главным редактором радиокомитета. В 1938 году Озиев, вместе с командированным из Москвы профессором и языковедом Н. Ф. Яковлевым, переводил ингушскую письменность с латинского алфавита на кириллицу и, в соавторстве с ним, составил научный синтаксис ингушского литературного языка в 1939 году.
В 1944 году Озиев был депортирован. Вначале он работал счетоводом в колхозе Кустанайской области Казахской ССР, откуда переехал в Киргизскую ССР, где работал старшим школьным инспектором Ошского областного отдела народного образования. В 1957—1960 годы работал старшим редактором отдела ингушской литературы Чечено‑Ингушского книжного издательства.
Умер 5 ноября 2002 года.

## Творчество
Первой публикацией Озиева было обращение «Гӏалгӏай боккхийча а кегийча а нахага», опубликованное в газете «Сердало» 17 июня 1923 года. В 1928 году была опубликована первая в ингушской литературе поэма «Калым и Тамара» Озиева.
В 1924 году Озиев написал несколько стихотворений, как, например, «Ингушский народ и просвещение», в которых он призывал народ к учёбе на родном языке и к просвещению. Как вспоминал сам поэт, эти стихотворения он считал в художественном плане малокачественными. Кроме того, он думал, что «народ будет смеяться» над ним, посколько он «учился в медресе — и вдруг светские стихи. И действительно, не только смеялись, но и упрекали». Из-за этого, поэт опубликовал свои стихотворения только в 1928 году.
Озиев является автором 13 сборников стихов и поэм, первый из которых был опубликован в 1960 году. В том же году он написал две поэмы «В. И. Ленин» и «Академик‑чеченец», значительно существенно доработал написанную в юности поэму «Калым и Тамара». В дальнейшем, он написал и другие поэмы: поэму о С. Орджоникидзе (1963), «Глаза розы» (1966) и «Горный сокол» (1976). В целом, писатель является автором 18 поэм, 14 легенд, повестей «Тайна отшельника» («Халбате къайле») и «Месть» (Чӏир лехар»), 8 рассказов, автобиографической повести «Путь моей жизни». Его стихи включали в учебники и хрестоматии по ингушской литературе, переведены на кабардинский, балкарский, осетинский языки, языки народов Дагестана.
Озиев долгое время занимался составлением большого русско‑арабско‑ингушского словаря (около 7 тысяч слов), работу над которым он закончил в 1996 году. Кроме того, писатель подготовил десятки учебников и хрестоматий по ингушской литературе, является автором многих русско‑ингушских и ингушско‑русских словарей.

## Награды
Источник:
- Народный поэт Чечено‑Ингушетии (1984)
- Медаль «За трудовую доблесть»
- Почётная грамота Президиумов Верховного Совета РСФСР и ЧИАССР
- Орден «За заслуги» (Республика Ингушетия, 2000)
- Заслуженный работник культуры ЧИАССР
- Почётный гражданин г. Назрани
- Почётный доктор двух исламских институтов

## Переводческая работа
Озиев перевёл на ингушский язык Гимн Советского Союза, много поэтических и прозаических произведений А. С. Пушкина, М. Ю. Лермонтова, Н. А. Некрасова, Л. Н. Толстого, Н. Н. Никитина, В. Г. Короленко, Ф. И. Тютчева, И. А. Крылова, Д. Бедного, С. В. Михалкова, В. И. Лебедева‑Кумача, Янки Купалы, К. Курбаннепесова и Б. М. Кербабаева.

### Комментарии
1. ↑  Встречается вариант «Исмаил-Хаджиевич».

### На русском
- Кодзоев Н. Д. Город Назрань / Рец.: М. Б. Долгиева, Т. М. Мальсагова и Т. Х. Матиев. — Магас: «Сердало», 2006. — 272 с. — 2000 экз. — ISBN 5-94452-074-4.
- Патиев Я. С. Озиев Салман Исмаилович // Музыкальный атлас. Ингушетия / Сост.: Т. А‑Х. Дзаурова [и др.]; Рец.: М. Б. Долгиева, В. А. Чернявский, А. А. Жаманова. — Ростов н/Д.: Южный издательский дом, 2023. — Т. 1. — С. 285—288. — 352 с. — 1000 экз. — ISBN 978‑5‑98864‑167‑4.
- Озиев С. И. Автобиография // Хьона да са илли, Даьхе : методическое пособие / Сост.: Т. М. Арапханова. — с.п. Орджоникидзевское : НБРИ, 2014. — С. 10—39. — 90 с.

### На ингушском
- Дахкильгов И. А. Гӏалгӏай говзаме литература (1944-ча шеррага кхаччалца) :  [ингуш.] / Гл. ред.: Т. И. Машуков; Рец.: М. А. Матиев, А. М. Евлоева. — Нальчик : ГП КБР РПК, 2009. — 608 с. : ил. — 1000 экз. — ISBN 978-5-9996-0018-9.